# يوهي تاكاوكا
يوهي تاكاوكا (باليابانية: 高丘 陽平) (16 مارس 1996 في كاناغاوا في اليابان – )؛ هو لاعب كرة قدم ياباني سابق كان يلعب كحارس مرمى.

## وصلات خارجية
- يوهي تاكاوكا على موقع رابطة كرة القدم اليابانية للمحترفين (اليابانية)
- يوهي تاكاوكا على موقع الدوري الأمريكي (الإنجليزية)
- يوهي تاكاوكا على موقع إي إس بي إن إف سي (الإنجليزية)
- يوهي تاكاوكا على موقع قاعدة بيانات كرة القدم.إي يو (الإنجليزية)
- يوهي تاكاوكا على موقع Soccerway.com (الإنجليزية)
- يوهي تاكاوكا على موقع عالم كرة القدم.نت (الإنجليزية)